# Johannes Zwijsen

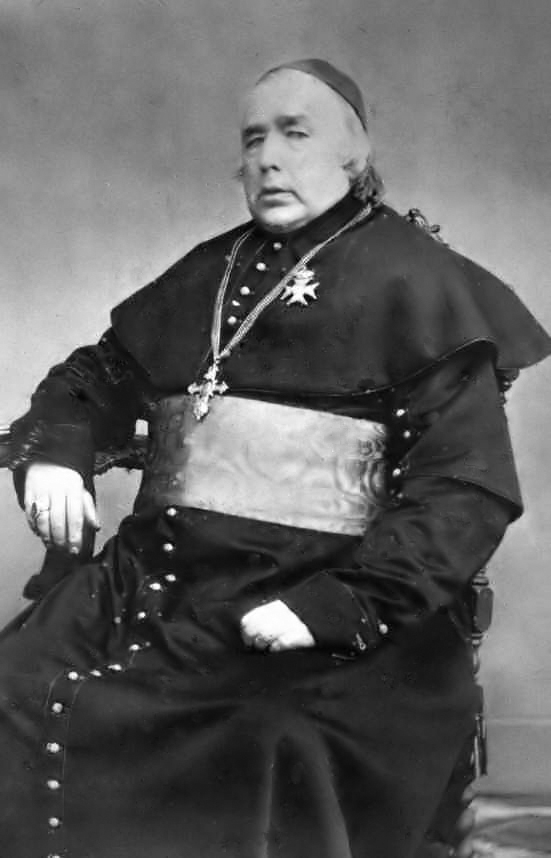
Johannes Zwijsen

Johannes Zwijsen (* 28. August 1794 in Kerkdriel; † 16. Oktober 1877 in ’s-Hertogenbosch) war der erste römisch-katholische Erzbischof von Utrecht nach der Wiedereinrichtung der Katholischen Kirche in den Niederlanden.

## Leben
Zwijsen wurde am 19. Januar 1817 zum Priester geweiht. Am 24. Januar 1842 wurde Zwijsen zum Titularbischof von Gerrha, Apostolischen Vikar der kleinen Apostolischen Vikariate Grave-Nijmegen und Ravenstein-Megen und zum Koadjutor des Apostolischen Vikars von ’s-Hertogenbosch ernannt. Am 17. April 1842 empfing er in der Kirche St. Dionysius in Tilburg durch den Konsekrator Weihbischof Cornelius Ludovicus de Wijkerslooth die Bischofsweihe. Sein Wahlspruch lautete mansuete et fortiter (sanftmütig und stark). 1847 bis 1848 war er Pro-Apostolischer Vikar der Niederländische Mission (Hollandse Zending) und Geschäftsträger der diplomatischen Vertretung des Heiligen Stuhls in Den Haag. 1851 starb Weihbischof Henricus den Dubbelden, Apostolischer Vikar des Apostolischen Vikariates ’s-Hertogenbosch. Aufgrund seiner Stellung als Koadjutor wurde Zwijsen sein unmittelbarer Nachfolger. Die Apostolischen Vikariate Grave-Nijmegen und Ravenstein-Megen wurden in diesem Zusammenhang aufgelöst und in das Apostolische Vikariat ’s-Hertogenbosch eingegliedert. 
Zwijsen war befreundet mit König Wilhelm II., der als Kronprinz von 1830 bis 1839 Oberbefehlshaber der Tilburger Garnison war. In dieser Zeit war Zwijsen Stadtpfarrer in Tilburg. Diese Freundschaft hat zur Verbesserung der Beziehungen zwischen dem (traditionell protestantischen) Königshaus und der katholischen Geistlichkeit der Niederlande beigetragen. 1844 gründete er die Fraters van Tilburg.
Als Papst Pius IX. 1853 die katholische Kirche in den Niederlanden reorganisierte, wurde Utrecht erneut zum Erzbistum und Zwijsen dessen erster Erzbischof. Er wurde ebenfalls zum Bischof der Diözese ’s-Hertogenbosch ernannt, wo er zuvor schon seit 1851 als Apostolischer Vikar tätig war. Zwijsen arbeitete intensiv an der Wiedererrichtung des Erzbistums Utrecht und konnte 1857 das dortige Priesterseminar wiedereröffnen. 1858 wurde das Kathedralkapitel errichtet und 1864 die erste Provinzialsynode abgehalten. 1868 trat Zwijsen als Erzbischof von Utrecht zurück, er blieb aber Bischof des Bistums ’s-Hertogenbosch bis zu seinem Tod 1877.